# Église Saint-Joseph-Saint-Raymond de Montrouge
L'église Saint-Joseph-Saint-Raymond est un des trois lieux de cultes de la paroisse Sainte Joséphine-Bakhita de Montrouge :

## Description du bâtiment

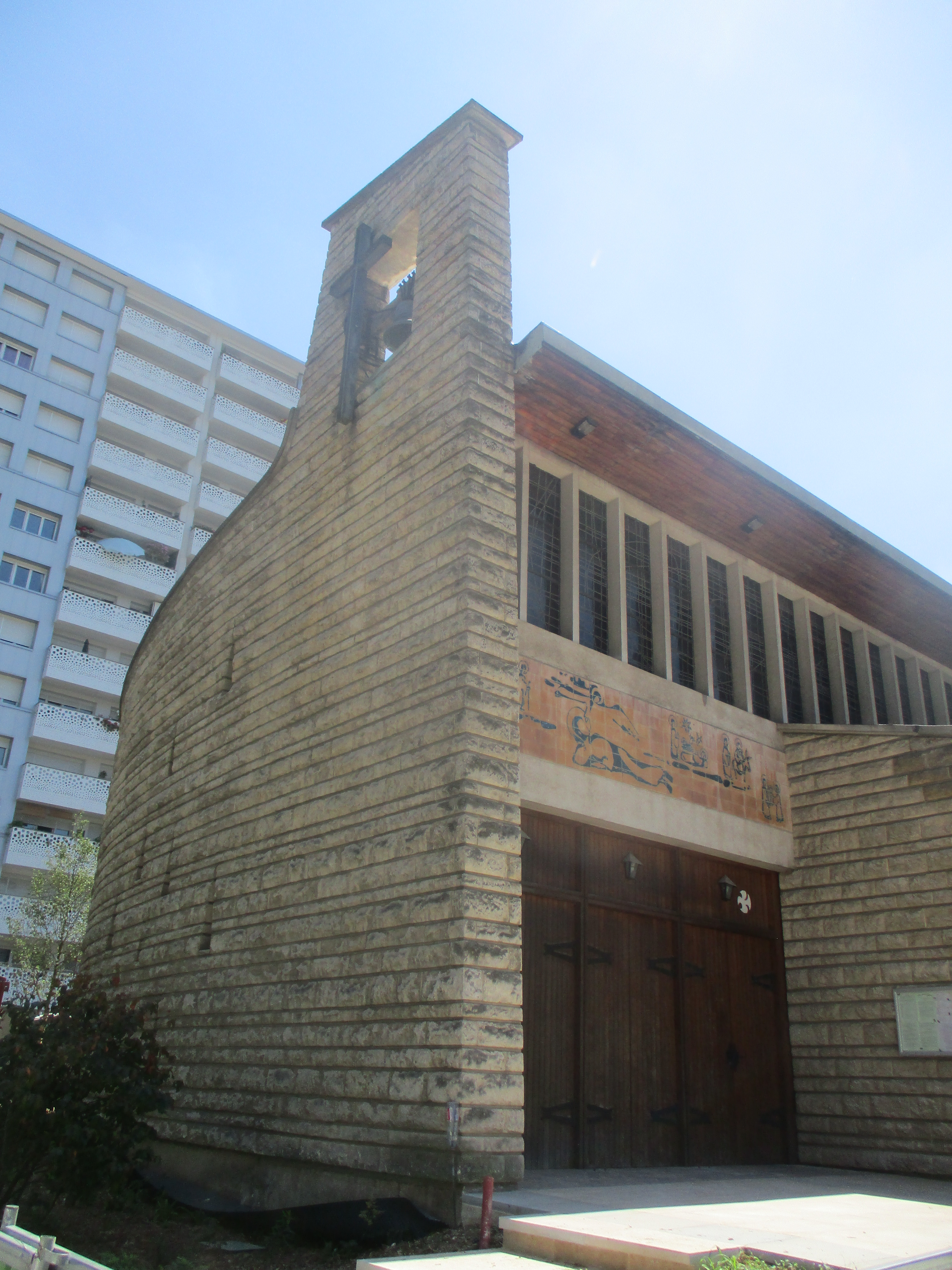
Clocher de Saint-Joseph
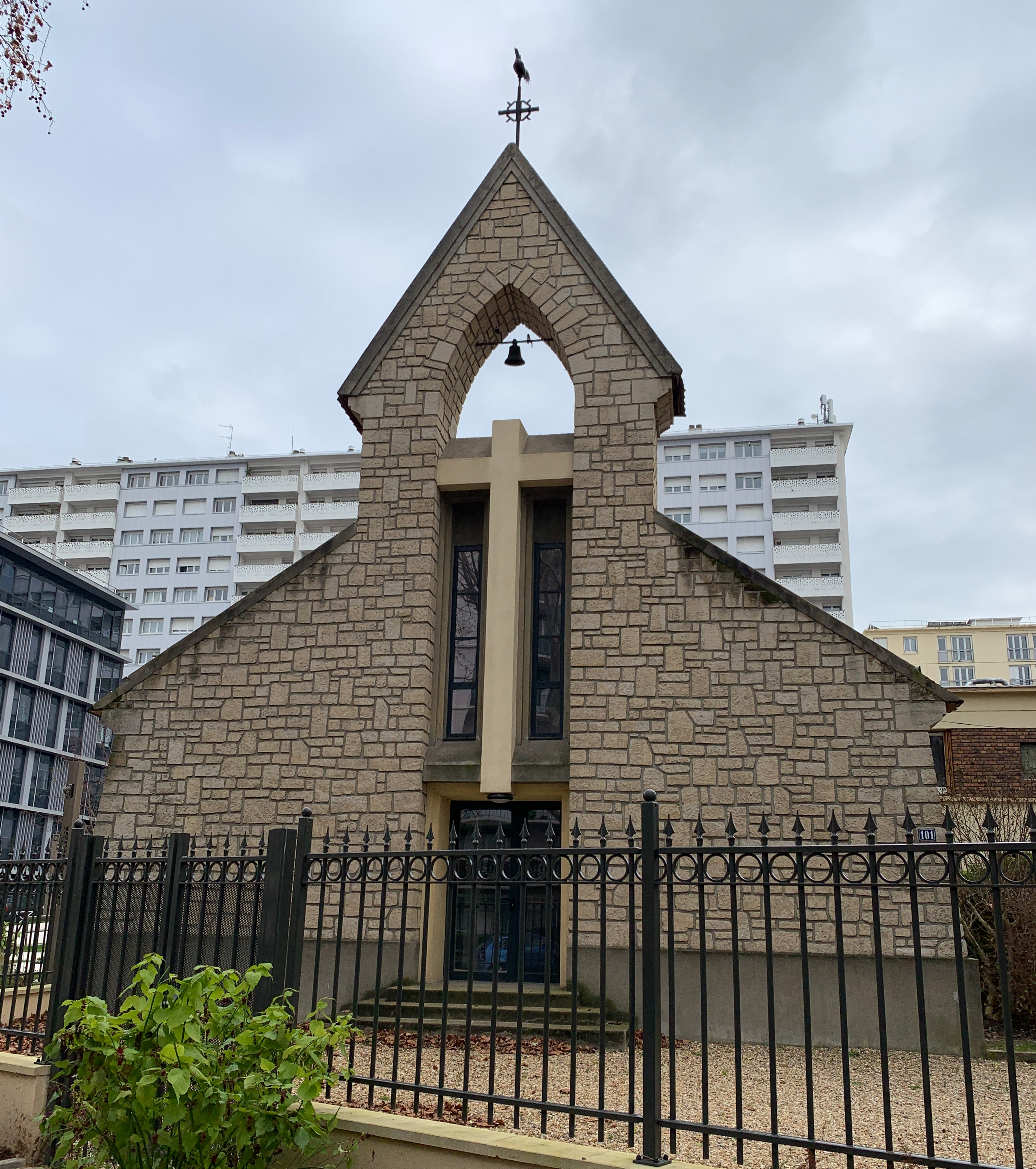
Chapelle Saint-Raymond
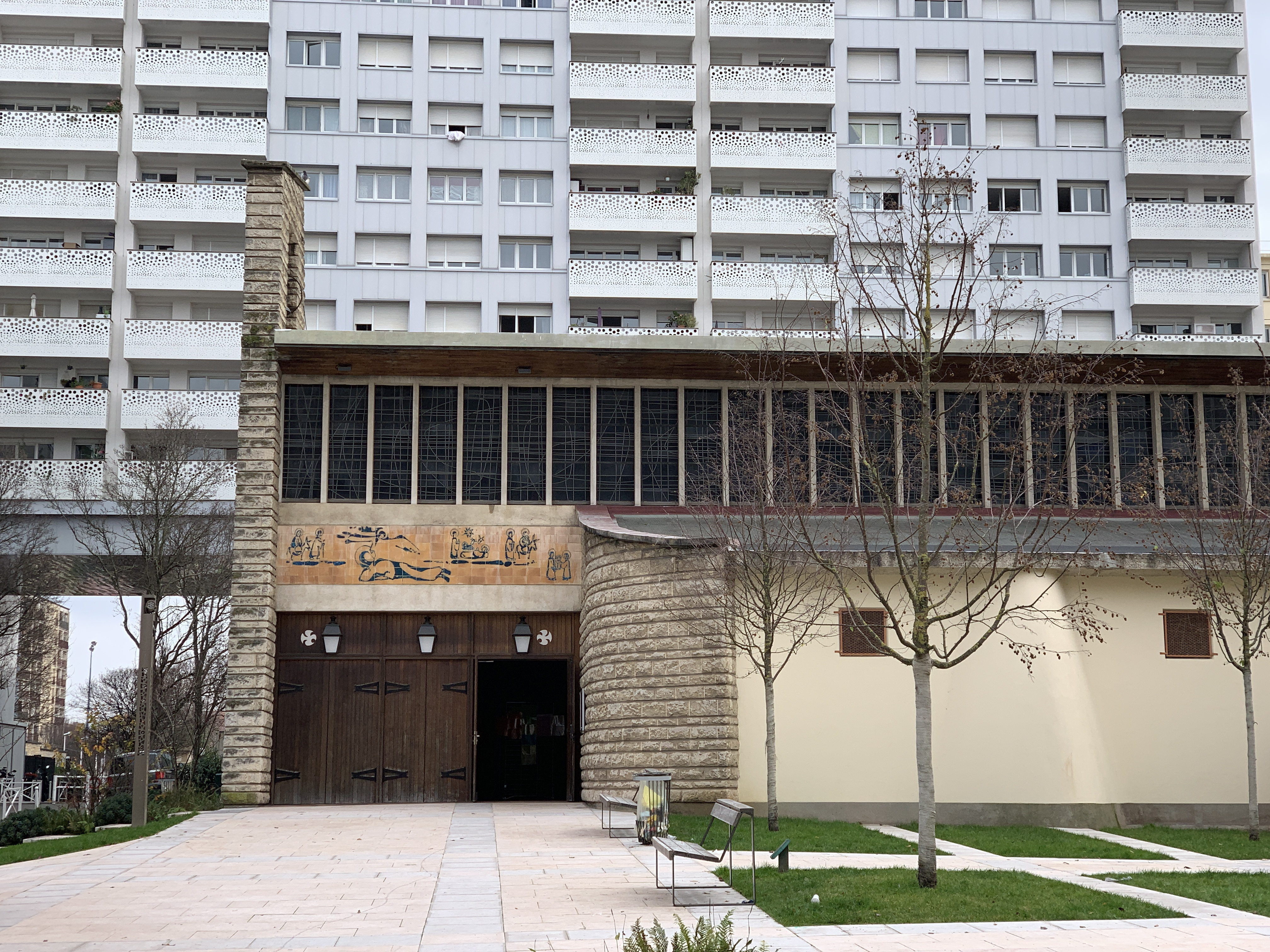
Entrée de l'église Saint-Joseph

Le bâtiment est composé de l'église Saint-Joseph et de la chapelle Saint-Raymond.
Initialement la chapelle a été construite en 1936, puis l'église construite à côté à la suite de l'afflux des fidèles.

## Histoire du lieu de culte

### Années 1960
Une chapelle Saint-Raymond a tout d'abord été bâtie en 1936, pour 200 personnes. Il s'agissait d’une simple charpente métallique et d’un revêtement extérieur en enduit et moellon. Un petit bureau et une sacristie en constituaient les seules annexes.
En 1955, le père Bertrand Dufourmantelle, responsable de la chapelle, décide de construire l'église actuelle, avec l'aide de Jacques Le Saint, de 1962 à 1963.
Cette dernière est construite avec l'aide de l'Œuvre des Chantiers du Cardinal.
En raison du manque de place, l'église sera construite suivant l'axe nord-sud et non est-ouest mais le manque de lumière sera remédié par la construction d'une grande verrière ouvrant à l'est.
Le 23 décembre 1962, le cardinal Maurice Feltin pose la première pierre alors que le gros œuvre est presque achevé.
Le 6 octobre 1963, Mgr Jacques Delarue, vicaire général du diocèse de Paris, et Mgr Guillaume de Vaumas, responsable de l'Œuvre des Chantiers du Cardinal, inaugurent la nouvelle église saint-Joseph, deuxième église paroissiale de Montrouge.
Depuis le découpage de janvier 2010, cette église est le lieu de culte de la paroisse Saint-Joseph-Saint-Raymond, l'une des 81 paroisses des Hauts-de-Seine au sein du diocèse de Nanterre. Cette paroisse fait partie de l'ensemble pastoral sous la responsabilité du curé « Ensemble pastoral de Montrouge » (un curé, deux paroisses, trois clochers) au sein du doyenné des Portes, l'un des neuf doyennés du diocèse.

### En 2019
L'ancienne chapelle est toujours utilisée par les activités de la paroisse, notamment les cours de catéchisme.
La paroisse est le lieu de projets solidaires portés par sa communauté : cours d’alphabétisation pour adultes, soutien scolaire pour les plus jeunes. Un petit déjeuner ouvert à tous est organisé chaque dimanche matin pour proposer un temps de prière, de convivialité et de restauration au chaud pour ceux qui le désirent. Les paroissiens travaillent en lien avec le Secours catholique, l’Action des chrétiens pour l'abolition de la torture (ACAT), la Conférence de Saint-Vincent-de-Paul, et le CCFD-Terre solidaire (anciennement comité catholique contre la faim et pour le développement). La pastorale de la santé à Montrouge se charge de rendre visite aux  personnes ayant une mobilité réduite
En 2019, le parvis de l'édifice est en cours de réaménagement. Le projet prévoit de nouveaux espaces verts, des couloirs de circulation piétonne, l’installation de bancs ainsi que des parcelles d’un jardin partagé.

### En 2020
Montrouge compte 1 curé, 1 paroisse, 3 clochers.
- Le territoire de Montrouge est constitué d'une seule paroisse :
  - paroisse sainte Joséphine Bakhita de Montrouge
    - église Saint-Jacques-le-Majeur de Montrouge
    - chapelle Saint-Luc de Montrouge
    - église Saint-Joseph-Saint-Raymond de Montrouge.